# Susret kod Farpointa
Susret kod Farpointa (eng. Encounter at Farpoint) je epizoda američke znanstveno-fantastične serije Zvjezdane staze. To je ujedno prva epizoda (snimana u dva dijela, no u članku je sve spojeno u jednu cjelinu) novog serijala, Nova generacija, koji je obilježila nova posada i novi Enterprise. 

## Radnja
Na zvjezdani nadnevak 41153.7 USS Enterprise NCC 1701-D kreće na svoje prvo putovanje u duboki svemir pod zapovjedništvom svog novog kapetana, Jean-Luc Picarda. Cilj putovanja je planet Deneb IV i postaja Farpoint koja se nalazi na njemu, a zadatak je uspostaviti dobre odnose s Bandijima, vrstom koja naseljava Deneb IV i Farpoint, i time omogućiti Federaciji korištenje postaje istovremeno u tajnosti pokušavajući otkriti kako je jedna tehnološki zaostala vrsta poput Bandija uspjela izgraditi tako naprednu svemirsku postaju.
 
Tijekom putovanja prema Denebu IV ispred Enterprisea pojavljuje se neprobojno energetskog polja koje prisiljava brod na zaustavljanje. Nakon zaustavljanja broda na zapovjednom mostu se pojavljuje biće obučeno u srednjovjekovnu odjeću koje samo sebe naziva Q i koje pokazuje sposobnosti koje su gotovo svemoguće, trenutno mijenja svoj izgled i bez problema se teleportira s jednog dijela mosta na drugi, stvara energetska zaštitna polja koja sprečavaju osiguranje da uđe na most i u trenutku zaleđuje člana posade koji ga je pokušao napasti. 
Tijekom cijelog svog nastupa Q tvrdi da su Ljudi nasilna i nezrela vrsta koja je predugo prijetnja svemiru i potkrjepljujući tu svoju tvrdnju s nizom primjera iz ljudske povijesti zahtijeva da se Enterprise i Ljudi općenito vrate natrag na svoj planet. Ogorčen njegovim arogantnim nastupom Picard tvrdi da su Ljudi već davno napustili taj put nasilja i da ih danas zanima jedino miroljubiva suradnja i istraživanje, a da su prave prijetnje svemiru vrste koje same sebe proglašavaju njegovim zaštitnikom i koje bez pravih dokaza osuđuju sve po svom nahođenju. Oduševljen Picardovim govorom i spominjanjem dokaza i suđenja Q odlučuje održati veliko suđenje čovječanstvu na kojem ono treba dokazati da je se promijenilo i postalo bolja vrsta ili će biti uništeno, a zatim nestaje s mosta tvrdeći da se mora pripremiti za suđenje.
 
Nakon njegovog odlaska Picard se nakon kratkog savjetovanja sa svojim časnicima odlučuje na pokušaj bijega od očito moćnijeg neprijatelja, ali nakon što se Enterprise okrene i krene u bijeg energetski zid koji mu je blokirao put prema Denebu IV se pretvara u energetsku kuglu i kreće u potjeru za njima. Ubrzo postaje jasno da Enterprise neće biti u stanju pobjeći kugli i Picard naređuje razdvajanje broda na disk, u kojem su smješteni znanstveni laboratoriji i stambeni, i glavni trup, u kojem su smješteni warp motor i oružje. Disk, kojim zapovijeda poručnik Worf, nastavlja svoj bijeg dok se glavni trup na kojemu su ostali kapetan Picard, poručnik Data, savjetnica Troi, poručnica Yar i pilot O'Brien okreće i objavljuje svoju bezuvjetnu predaju. 
Odmah nakon objave predaje Picard, Data, Troi i Yar se nalaze prebačeni u prostoriju koja izgleda poput suda nalik na one iz druge polovine 21. stoljeća nakon završetka 3. svjetskog rata. Tu se ponovo pojavljuje Q obučen u sudačku odoru koji ih kao zastupnike čovječanstva optužuje za sve zločine što ih je ono učinilo u svojoj povijesti. Unatoč svom obećanju da nitko od njih neće biti ozlijeđen Q prijeteći ubojstvom Date i Troi prisiljava Picarda da prizna odgovornost čovječanstva za te zločine. Ipak usprkos priznanju Picard i dalje ostaje pri svojoj tvrdnji da čovječanstvo više nije takvo i da će njihova putovanja to i dokazati ako im Q pruži priliku za to. Q prihvaća njegov prijedlog i vraća ih natrag na brod uz tvrdnju da će im već i ovo putovanje biti dovoljno da dokažu kako se čovječanstvo promijenilo, no isto tako izražava i svoju sumnju u njihov uspjeh.
U međuvremenu na postaji Farpoint zapovjednik Riker, pilot poručnik La Forge, liječnica Crusher i njen sin Wesley čekaju dolazak Enterprisea.
 
Zapovjednik Riker tijekom svog posjeta upravitelju postaje, Groppleru Zornu, primjećuje da se na stolu upravitelja pojavila posuda s jabukama koje tu nije bilo maloprije, no upravitelj ga uvjerava da je posuda tu bila cijelo vrijeme. Kasnije tijekom razgovora s liječnicom Crusher ponovo se dešava nešto slično, no njihovu raspravu o tome prekida La Forge obavještavajući ih da se pojavio Enterprise, ali samo glavni trup, bez diska, i da kapetan traži da se Riker odmah javi na brod. 
Dok na brodu Picard upoznaje Rikera s nedavnim događajima na glavnom ekranu se ponovo pojavljuje Q upozoravajući ih da imaju samo 24 sata da dokažu svoju sposobnost otkrivajući tajnu postaje Farpoint.  Kasnije se Picard, Riker i Troi spuštaju na planetu u posjet upravitelju Groppleru Zornu kako bi otkrili detalje izgradnje tako napredne postaje, no on ih uporno odbija otkriti prijeteći da će postaju ponuditi Ferengijima ako ju Zvjezdana flota ne želi. Za vrijeme sastanka Troi iznenada osjeća nečiju bol i očaj čiji izvor ne može odrediti. Isto tako tijekom svog istraživanja podzemlja postaje Yar, Troi i La Forge otkrivaju niz tunela napravljenih od nepoznatog materijala čiji sastav ne odgovara onome same postaje. 
Iznenada se u orbiti oko Deneba IV pojavljuje nepoznati svemirski brod nekoliko puta veći od Enterprisea. Nepoznati brod ubrzo otvara vatru na grad Bandija, ali ne i na samu postaju Farpoint. Kada Enterprise nacilja nepoznati brod na mostu se ponovo pojavljuje Q optužujući Picarda da je čovječanstvo još uvijek isto, još uvijek nasilno. U međuvremenu nepoznati brod teleportira Zorna iz njegovog ureda i prekida napad.
 
Picard šalje Rikera, Troi i Datu na nepoznati brod kako bi pronašli Zorna. Jednom na brodu otkrivaju da je on iste građe kao i podzemlje Farpointa, a Troi ovaj put osjeća nečiji bijes. Kada pokušaju osloboditi Zorna brod ih zajedno s njim vraća natrag na brod. Na brodu u to vrijeme Q pokušava nagovoriti Picarda da uništi nepoznati brod prije nego bude kasno što on odbija. 
Nepoznati brod se iznenada pred njima pretvara u biće nalik na meduzu, a Picard prisiljava Zorna da im kaže istinu o postaji Farpoint. Ispostavlja se da je ona zapravo isto takvo biće koje su Bandiji davno našli ozlijeđeno i prisilili ga da stvori postaju u zamjenu za energiju kojom se hrani. Uz pomoć Enterprisea ono napušta Deneb IV i napušta njegovu orbitu zajedno s drugim.
 
Dok oni odlaze Picard zahtijeva od Q da ih pusti na miru jer su uspješno završili njegov test što on i čini upozoravajući ih da ovo nije zadnji put kako se susreću.

## Vanjske poveznice
- Encounter at Farpoint, I dio na startrek.com  Arhivirana inačica izvorne stranice od 1. srpnja 2009. (Wayback Machine)
- Encounter at Farpoint, II dio na startrek.com  Arhivirana inačica izvorne stranice od 24. lipnja 2009. (Wayback Machine)